# Jesse James, le brigand bien-aimé
Pour les articles homonymes, voir Le Brigand bien-aimé.
Jesse James, le brigand bien-aimé (The True Story of Jesse James) est un western américain réalisé par Nicholas Ray, sorti en 1957. Ce film est un remake du film réalisé par Henry King en 1939 au titre français quasi synonyme : Le Brigand bien-aimé.

## Synopsis
En 1876, la bande de Jesse James attaque la banque de Northfield, mais elle est défaite et mise en fuite par le shérif de la ville, qui se lance à leur poursuite. Seul son frère Frank échappe aux poursuivants : désormais à deux, les frères en viennent aux confidences, notamment au sujet de la formation de leur bande et des aventures de Jesse lors de la guerre de Sécession, au cours de laquelle il a été blessé.

## Fiche technique
- Titre : Jesse James, le brigand bien-aimé
- Titre original : The True Story of Jesse James
- Réalisateur : Nicholas Ray
- Production : Herbert B. Swope Jr.
- Société de production : Twentieth Century-Fox Film Corporation
- Scénario : Nunnally Johnson, Walter Newman
- Photographie : Joe MacDonald
- Montage : Robert Simpson
- Musique: Leigh Harline
- Direction artistique : Addison Hehr, Lyle R. Wheeler
- Pays :  États-Unis
- Format : CinémaScope 2:55 d'origine
- Procédé : couleur Technicolor
- Genre : western
- Durée : 88 minutes
- Dates de sortie :  
  - États-Unis - février 1957
  - France - 3 juillet 1957

## Distribution
- Robert Wagner  (V.F : Michel Francois) : Jesse James
- Jeffrey Hunter  (V.F : Roger Rudel) : Frank James
- Hope Lange  (V.F : Joelle Janin) : Zee
- Agnes Moorehead  (V.F : Lita Recio) : Mrs. Samuel
- Alan Hale  (V.F :Serge Nadaud) : Cole Younger
- Alan Baxter : Remington
- John Carradine  (V.F : Claude Peran) : Révérend Jethro Bailey
- Frank Gorshin : Charley Ford
- John Doucette  (V.F : Pierre Morin) : Shérif Hillstrom
- Rachel Stephens : Anne James
- Barney Phillips (V.F : Pierre Leproux)  : Dr Samuel
- Biff Elliot : Jim Younger
- Frank Overton  (V.F : Raymond Loyer) : Major Rufus Cobb
- Barry Atwater : L'avocat Walker
- Marian Seldes  (V.F : Therese Rigaut) : Rowena Cobb
- Chubby Johnson : Askew
- Alexander Campbell  (V.F : Raymond Rognoni) : Le juge
- Ken Clark  (V.F : Claude Bertrand) : Le sergent
- Sally Corner  (V.F : Cécile Didier) : La veuve Keevey
- Clegg Hoyt  (V.F : Gerald Castrix) : Tucker
- Jason Johnson  (V.F : Gerard Ferat) : Marcus Grundy
- Aaron Saxon  (V.F : Jean Violette) : Alexander Wiley
- Carl Thayler : Robby Ford
- Clancy Cooper : Le shérif Yoe
- Hy Anzell : John, membre du jury

Cascades
Jack N. Young (Doublure de Robert Wagner)